# Fudbalski Klub Sutjeska Nikšić 2011-2012
Questa voce raccoglie le informazioni riguardanti il Sutjeska Nikšić nelle competizioni ufficiali della stagione 2011-2012.

## Rosa
| N. |                       | Ruolo | Calciatore         |
| -- | --------------------- | ----- | ------------------ |
|    | Montenegro (bandiera) | P     | Boris Lakićević    |
|    | Montenegro (bandiera) | P     | Boris Bulajić      |
|    | Montenegro (bandiera) | P     | Marko Radović      |
|    | Montenegro (bandiera) | D     | Vojslav Bakrač     |
|    | Montenegro (bandiera) | D     | Danilo Vuković     |
|    | Montenegro (bandiera) | D     | Petar Perošević    |
|    | Montenegro (bandiera) | D     | Milorad Krivokapić |
|    | Montenegro (bandiera) | D     | Boldar Janjusević  |
|    | Montenegro (bandiera) | D     | Nemanja Kosović    |
|    | Montenegro (bandiera) | D     | Gojko Žižić        |
|    | Montenegro (bandiera) | D     | Nenad Đurović      |
|    | Montenegro (bandiera) | C     | Andrija Pejović    |
|    | Montenegro (bandiera) | C     | Tomislav Ćiraković |
|    | Montenegro (bandiera) | C     | Darko Karadžić     |
|    | Montenegro (bandiera) | C     | Miroslav Todorović |

| N. |                       | Ruolo | Calciatore        |
| -- | --------------------- | ----- | ----------------- |
|    | Montenegro (bandiera) | C     | Nikola Stijepović |
|    | Montenegro (bandiera) | C     | Igor Ćuković      |
|    | Montenegro (bandiera) | C     | Jovan Nikolić     |
|    | Montenegro (bandiera) | C     | Luka Kostić       |
|    | Montenegro (bandiera) | C     | Bojan Radulović   |
|    | Montenegro (bandiera) | C     | Vladan Karadžić   |
|    | Montenegro (bandiera) | C     | Baćo Nikolić      |
|    | Serbia (bandiera)     | C     | Stefan Stefanović |
|    | Serbia (bandiera)     | C     | Stefan Zogović    |
|    | Montenegro (bandiera) | A     | Nikola Lončar     |
|    | Montenegro (bandiera) | A     | Mitar Daković     |
|    | Montenegro (bandiera) | A     | Božo Marković     |
|    | Montenegro (bandiera) | A     | Igor Poček        |
|    | Montenegro (bandiera) | A     | Vido Sjekloća     |
|    | Montenegro (bandiera) | A     | Vladimir Jovović  |